# 2002년 동계 올림픽 우크라이나 선수단
2002년 동계 올림픽 우크라이나 선수단은 미국 솔트레이크시티에서 개최된 2002년 동계 올림픽에 참가한 올림픽 우크라이나 선수단이다.

## 참가 선수
| 종목                     | 남자 | 여자 | 합계 |
| 루지                     | 2    | 2    | 4    |
| 바이애슬론               | 5    | 6    | 11   |
| 봅슬레이                 | 5    |      | 5    |
| 쇼트트랙 스피드 스케이팅 | 1    |      | 1    |
| 스키 점프                | 1    |      | 1    |
| 스피드 스케이팅          | 1    | 1    | 2    |
| 아이스 하키              | 22   |      | 22   |
| 알파인 스키              | 1    | 1    | 2    |
| 크로스컨트리 스키        | 1    | 5    | 6    |
| 프리스타일 스키          | 2    | 1    | 3    |
| 피겨 스케이팅            | 5    | 6    | 11   |
| 합계                     | 46   | 22   | 68   |

## 종목별 성적

### 루지
남자 복식
| 선수                          | 1차 시기 | 1차 시기 | 2차 시기 | 2차 시기 | 합계     | 합계 |
| 선수                          | 시간     | 순위     | 시간     | 순위     | 시간     | 순위 |
| ----------------------------- | -------- | -------- | -------- | -------- | -------- | ---- |
| 다닐로 판첸코 올레흐 아브데우 | 43.727   | 13       | 43.600   | 12       | 1:27.327 | 11   |

여자
| 선수                | 세부 종목 | 1차 시기 | 1차 시기 | 2차 시기 | 2차 시기 | 3차 시기 | 3차 시기 | 4차 시기 | 4차 시기 | 합계 | 합계 |
| 선수                | 세부 종목 | 기록     | 순위     | 기록     | 순위     | 기록     | 순위     | 기록     | 순위     | 기록 | 순위 |
| 오리슬라바 추흘리브 | 44.274    | 22       | 43.942   | 17       | 44.060   | 23       | 44.005   | 21       | 2:56.281 | 20   |      |
| 릴리야 루단         | 43.800    | 9        | 43.623   | 7        | 43.565   | 6        | 43.511   | 6        | 2:54.499 | 6    |      |

### 바이애슬론
| 선수 | 세부 종목 | 기록 | 사격 실수 | 순위 |

### 프리스타일 스키
| 선수 | 세부 종목 | 예선     | 예선     | 예선     | 예선     | 결선     | 결선     | 결선     | 결선     | 결선     | 결선     |
| 선수 | 세부 종목 | 1차 시기 | 1차 시기 | 2차 시기 | 2차 시기 | 1차 시기 | 1차 시기 | 2차 시기 | 2차 시기 | 3차 시기 | 3차 시기 |
| 선수 | 세부 종목 | 점수     | 순위     | 점수     | 순위     | 점수     | 순위     | 점수     | 순위     | 점수     | 순위     |
|      |           |          |          |          |          |          |          |          |          |          |          |

### 피겨 스케이팅
| 선수 | 세부 종목 | 쇼트 프로그램 | 쇼트 프로그램 | 프리 스케이팅 | 프리 스케이팅 | 합계 | 합계 |
| 선수 | 세부 종목 | 점수          | 순위          | 점수          | 순위          | 점수 | 순위 |